# Томас Кітчін
 Томас Кітчін  (англ. Thomas Kitchin; 1718 р., — 1784 р., )— англійський картограф, гравер та гідрограф.
У період з 1747 р. по 1783 р. він видав близько 170 карт для лондонського журналу, а також Великий англійський атлас (The Large English Atlas; 1767 р.) у співпраці з  Емануелем Боуеном (Emanuel Bowen) та Малий англійський атлас (The Small English Atlas; 1749 р.) з  Томасом Джефферісом (Thomas Jefferys)..

## Карти України
1755 р. Томас Кітчін англійський картограф, гравер та гідрограф, публікує мапу «A Correct Map of Europe Divided into its Empires Kingdoms & c.» (Правильна карта Європи...). Мапа видана у Лондоні в «Postlethwayt's Universal Dictionary of Commerce». Формат карти: 72,39 x 81,28 cм. Середня Наддніпрянщина (Правобережна та Лівобережна) позначена як Ukrain (Україна), Полтавщина – Little Russia (Мала Русь), південь України – Kosaks (Козаки) та “Little Tartaria” (Мала Татарія) .
1765 р. – карта "Poland, Lithuania and Prussia Drawn from the latest Authorities". Видавництво – Лондон. Формат мапи: 9 x 7,5 дюймів. Кольорове тонування. Правобережна Наддніпрянщина позначена як Ukrain (Україна). Позначено українські історико-географічні землі: Russia (Русь) – територія Західної України, Podolia (Поділля), Volhynia (Волинь), Polesia (Полісся).1780 р., 1782 р. мапа – чорно-біла. .
1782 р. – карта "POLAND, LITHUANIA and PRUSSIA". Опублікована в "A New Geographical and Historical Grammar...". Формат мапи: 7 x 8,5 дюймів. Кольорове тонування. Середня Наддніпрянщина (Правобережна та Лівобережна) позначена як Ukrain (Україна). Карта багато разів перевидавалася (різні інтерпретації кольорів). Позначено українські історико-географічні землі: Russia (Русь) – територія Західної України, Podolia (Поділля), Volhynia (Волинь), Polesia (Полісся). На деяких картах "POLAND, LITHUANIA and PRUSSIA" назва «Україна» не позначена. .
1787 р. карта Томаса Кітчіна «Europe divided into its empires, kingdoms, states, republics, &c. Southern States» (Лондон). Південна Україна – Новосербія (New Servia), “Zaporiski Cosaks” (Запорозькі козаки) та “Little Tartaria” (Мала Татарія). .